# 岡山県道160号三和西菅野線
岡山県道160号三和西菅野線（おかやまけんどう160ごう みとにしすがのせん）は、岡山県岡山市北区を通る一般県道である。

## 概要
岡山市北区三和から岡山市北区菅野に至る。
1967年（昭和42年）4月21日、岡山県告示第358号で認定。1972年（昭和47年） - 1982年（昭和57年）当時の県道番号は391だったが、なぜか1982年（昭和57年）9月24日岡山県告示第849号で路線番号変更（391→160）と認定の告示がなされている。

### 路線データ
- 起点：岡山県岡山市北区三和（岡山県道72号岡山賀陽線交点）
- 終点：岡山県岡山市北区菅野（岡山県道237号日応寺栢谷線交点）
- 総延長：2.8 km

## 歴史
- 1967年（昭和42年）4月21日 - 岡山県告示第358号により認定。
- 1982年（昭和57年）9月24日 - 岡山県告示第849号により路線番号を391番から160番に変更。

## 地理

### 通過する自治体
- 岡山市（北区）

### 交差する道路
| 交差する道路              | 交差する場所 | 交差する場所 |
| ------------------------- | ------------ | ------------ |
| 岡山県道72号岡山賀陽線    | 三和         | 起点         |
| 岡山県道237号日応寺栢谷線 | 菅野         | 終点         |

### 沿線
- 岡山空港
- 岡山市立馬屋上小学校